# マシュー・アーノルド

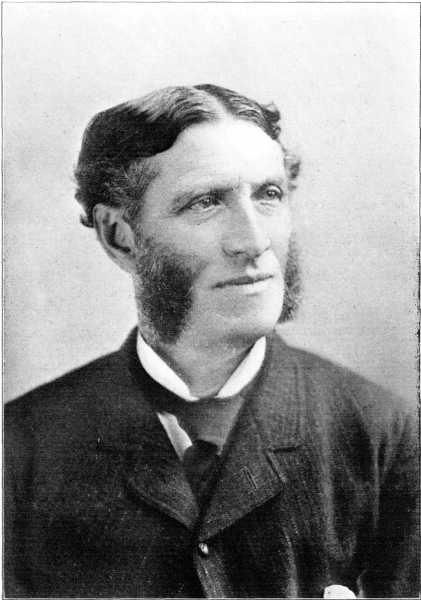
マシュー・アーノルド

マシュー・アーノルド（Matthew Arnold, 1822年12月24日 - 1888年4月15日）は、イギリスの詩人、批評家。　

## 概説
イングランドのサリー州北部スペルソーン・リールハムに生まれる。父は名門のラグビー校で規律を重んじる改革を行った校長として有名な聖職者トーマス・アーノルドである。1837年にはラグビー校に入学し、1847年に奨学金を得てオックスフォード大学のベリオール・カレッジに進学した。1845年には同大学のオリオル・カレッジのフェローに選任された。
イギリスの耽美派詩人の代表であり、文明批評家でもある。
ヴィクトリア朝時代における信仰の危機をうたった絶唱の「ドーヴァー・ビーチ」が有名である。

## 著作
- Culture and Anarchy
  - 『教養と無秩序』 多田英次訳、岩波文庫 改版1965年
- マシュー・アーノルド詩集
  - 『詩集 二つの世界の間に』 村松真一訳、英宝社 1990年
  - 『詩集 続編』 村松真一訳、リーベル出版 2001年
  - 『詩集 エトナ山上のエンペドクレス他』 西原洋子訳、国文社 1983年
  - 『トリストラムとイゾーデ』 西原洋子訳、英宝社 2022年

### 伝記
- ニコラス・マレー『マシュー・アーノルド伝』村松真一訳、英宝社、2007年
- 西原洋子『マシュー・アーノルド文学研究』国文社、2003年